# توماس إل. بابتيست
توماس إل. بابتيست (بالإنجليزية: Thomas L. Baptiste)‏ هو ضابط أمريكي، ولد في 1951.